# バルトロメオ・ラモス・デ・パレーハ
バルトロメオ・ラモス・デ・パレーハ（Bartolomeo Ramos de Pareja、1440年頃 - 1491年頃）はスペインの作曲家、音楽理論家、オルガン奏者。ラミスとも。

## 略歴
- 1440年 生
- 1482年「実践的音楽 Musica practica」を発表
- 1491年 没

## 著書
- 「実践的音楽 Musica practica」（1482）

| スタブアイコン | サブスタブ | この項目は、まだ閲覧者の調べものの参照としては役立たない、クラシック音楽に関連した書きかけの項目です。この項目を加筆・訂正などしてくださる協力者を求めています（P:クラシック音楽/PJ:クラシック音楽）。 |

| スタブアイコン | サブスタブ | この項目は、まだ閲覧者の調べものの参照としては役立たない、音楽関係者（バンド等）に関連した書きかけの項目です。この項目を加筆・訂正などしてくださる協力者を求めています（P:音楽/PJ:芸能人）。 |